# Boulzicourt
Boulzicourt é uma comuna francesa na região administrativa de Grande Leste, no departamento Ardenas. Estende-se por uma área de 6,66 km². Em 2010 a comuna tinha 976 habitantes (densidade: 146,5 hab./km²).